# Rimo da quando mixtape
Rimo da quando mixtape è il secondo mixtape del rapper italiano Gué Pequeno, pubblicato il 15 novembre 2010.

## Descrizione
Composto da venti brani, il disco è stato missato da DJ Harsh ed è stato distribuito esclusivamente in occasione dei concerti dei Club Dogo (gruppo di cui fa parte il rapper) durante la tournée in supporto al loro album Che bello essere noi.

## Tracce
1. Dogologia
2. Il sesto senso
3. Cartier
4. Fattore Wow
5. Rap roba Fresh
6. Milano-Roma
7. Dangerous
8. Figli di p.
9. Giudizio di Dio
10. Role Models
11. Real TV
12. Capo status
13. You Know Na-Mi
14. Megalopoli suono
15. Musica narcotica
16. Sinfonia numero 7
17. Nun ce provà
18. Fanno ridere
19. La bella Italia
20. La bomba